# Vahojärvi (sjö, lat 61,80, long 23,37)
Vahojärvi är en sjö i Finland. Den ligger i kommunen Ikalis i landskapet Birkaland, i den sydvästra delen av landet, 200 km norr om huvudstaden Helsingfors. Vahojärvi ligger 101,2 meter över havet. I omgivningarna runt Vahojärvi växer i huvudsak blandskog. Arean är 90,6 hektar och strandlinjen är 12 kilometer lång. Sjön  ingår i Kumo älvs huvudavrinningsområde. 